# (16730) Nijisseiki
(16730) Nijisseiki (1996 HJ1) – planetoida z pasa głównego asteroid okrążająca Słońce w ciągu 3,63 lat w średniej odległości 2,36 j.a. Odkryta 17 kwietnia 1996 roku.